# Junta Central de Regantes de la Mancha Oriental
La Junta Central de Regantes de la Mancha Oriental (JCRMO) es una corporación de derecho público, adscrita a la Confederación Hidrográfica del Júcar, cuya misión fundamental consiste en regular el aprovechamiento de los recursos hídricos de toda la cuenca histórica del Júcar en Castilla-La Mancha, la Mancha Oriental, que representa el 72 % del total de la cuenca hidrográfica del Júcar. Su sede está situada en la ciudad española de Albacete.

## Funciones
La misión de la JCRMO consiste en regular el aprovechamiento de los recursos hídricos destinados al riego (uso mayoritario) y otros usos (abastecimiento, industrial, etc), garantizando un uso racional de los mismos, además de representar y defender los derechos de todos sus integrantes. Investigar posibles irregularidades, la resolución de litigios y la defensa del ecosistema son otras de sus funciones.

## Ámbito de actuación
Su ámbito de actuación coincide con la cuenca del Júcar y uno de los mayores acuíferos de España, y corresponde a la Mancha Oriental, situada en las provincias de Albacete y Cuenca, en Castilla-La Mancha, al sureste de España. La Mancha Oriental representa el 72 % de la cuenca hidrográfica del Jucar y ocupa una superficie de 10 000 km².

## Composición

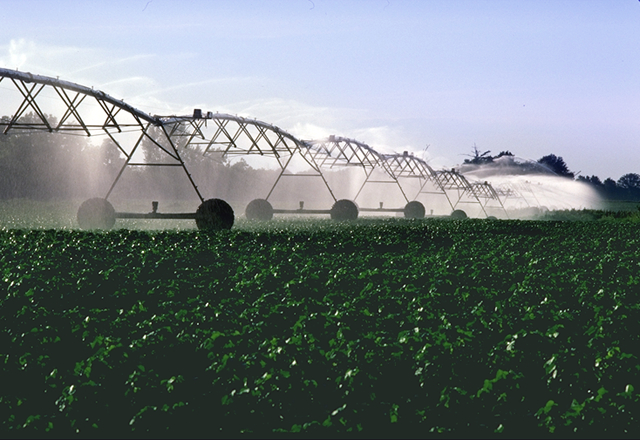
El riego es uno de los principales asuntos que regula la JCRMO.

A la Junta Central de Regantes de la Mancha Oriental pertenecen un total de 1344 miembros con una superficie integrada de más de 119 000 ha, entre titulares individuales de regadío, comunidades de regantes, ayuntamientos, urbanizaciones y usos industriales, ganaderos y recreativos.

## Presupuesto
La JCRMO contó en el ejercicio 2015 con un presupuesto de 518 777,57 euros.

## Instalaciones
La sede de la Junta Central de Regantes de la Mancha Oriental está situada al norte de la ciudad de Albacete, junto a la Institución Ferial de Albacete.